# Rumonge (tỉnh)
Rumonge là một trong 18 tỉnh của Burundi.

## Hành chính
Tỉnh được chia thành 5 xã:
- Bugarama
- Burambi
- Buyengero
- Muhuta
- Rumonge